# 용동항
용동항은 전라남도 고흥군 도덕면 용동리에 위치한 어항이다. 1993년 12월 9일 지방어항으로 지정하여 관리하고 있다. 시설관리자는 고흥군수이다.

## 어항 연혁
본래 흥양군 도덕면의 지역으로 한적, 용동 두마을을 합하여 1914년 행정구역 통폐합시 그전 용동마을의 이름을 따서 용동이라 한다.

## 어항 구역
본 항의 어항구역은 다음과 같다.
- 수역: 용동리 동쪽 돌출부에서 반경 450m 지점과 그 지점에서 직각으로 650m 자점인 육지부를 연결하는 공유수면

## 어항 시설
- 방파제 203m, 선착장 176m, 물양장 80m

## 주요 어종
- 장어, 문어, 능성어